# Williams Bay
Williams Bay é uma vila localizada no estado norte-americano de Wisconsin, no Condado de Walworth.

## Demografia
Segundo o censo norte-americano de 2000, a sua população era de 2415 habitantes.
Em 2006, foi estimada uma população de 2654, um aumento de 239 (9.9%).

## Geografia
De acordo com o United States Census Bureau tem uma área de
9,0 km², dos quais 6,9 km² cobertos por terra e 2,1 km² cobertos por água.

## Localidades na vizinhança
O diagrama seguinte representa as localidades num raio de 12 km ao redor de Williams Bay.